# Згорнє Грушовлє
Згорнє Грушовлє (словен. Zgornje Grušovlje) — поселення в общині Жалець, Савинський регіон, Словенія. 
Висота над рівнем моря: 279,6 м.